# Lesley Nneka Arimah
Lesley Nneka Arimah là nhà văn người Nigeria, cô thắng giải truyện ngắn khối thịnh vượng chung Châu Phi năm 2015. Cô đã hai lần lọt vào danh sách đề cử rút gọn cho Giải Caine. Cô được miêu tả là "người kể chuyện điêu luyện có thể kết xuất toàn bộ các mối quan hệ nhân vật chỉ với một vài dòng đối thoại" và "tiếng nói mới có sức mạnh nhất định."

## Tiểu sử
Arimah sinh ra và lớn lên ở Anh và Nigeria. Tác phẩm của cô đã được xuất bản bởi The New Yorker và Granta. Năm 2015, truyện "Light" của cô thắng giải Giải viết truyện ngắn khối thịnh vượn chung Châu Phi 2015. Năm 2016 và 2017, cô lọt vào danh sách đề cử rút gọn cho Giải Caine.
Tác phẩm của cô từng xuất hiện trên Harper's, Per Contra, The New Yorker và các ấn phẩm khác.
Tháng 9 năm 2017, cô được xướng tên là một trong những nhà văn viết truyện viễn tưởng lọt vào danh sách "Five Under 35 của Quỹ Sách Quốc tế

## Quyển sách ra mắt
Tháng 4 năm 2017, tuyển tập truyện ngắn của cô được xuất bản bởi Riverhead Books và Tinder Press (Anh). Quyển sách mang tựa đề What It Means When a Man Falls from the Sky. Sau đó, nó đã được tái xuất bản tại Nigeria, bởi Farafina Books vào tháng 11 năm 2017. Quyển sách cũng đã thắng Giải Kirkus hạng mục Truyện viễn tưởng, Giải sách Minnesota hạng mục Truyện viễn tưởng và Giải thưởng tác giả truyện viễn tưởng trẻ của Thư viện công cộng New York. Tháng 1 năm 2018, quyển sách được lọt vào danh sách đề cử rút gọn cho giải Văn học 9mobile.
Quyển sách xoay quanh "về các nhân vật nữ tiếp xúc với một thế giới độc ác buộc họ phải hoà nhập vào, hoặc khiến họ nhận ra họ không thể hoà nhập được" gợi lên "một bức chân dung nhân bản của công dân Nigeria và những người nhập cư trẻ tuổi thuộc thế hệ đầu tiên", cho thấy "sai lầm của họ, ham muốn của họ, chiến thắng của họ và nỗ lực của họ tại một nơi nào đó trên quốc gia có các phong tục và các giá trị quý giá thừa hưởng từ di sản có được trước đây của họ."
Tuyển tập truyện "khám phá được nhiều góc độ của phụ nữ, bao gồm các mối quan hệ trọn vẹn giữa các bà mẹ và con gái và cơ sở phức tạp của tình bạn giữa những người phụ nữ." Với tác phẩm của cô, The Atlantic nhận xét "tác phẩm truyền đạt sự tôn trọng cho những người luôn giữ vững đích đến cuối cùng của họ dù phải trải qua cuộc sống với không ít khó khăn." NPR đánh giá tác phẩn "là cú mở màn thực sự tuyệt vời cho một tác giả trẻ và cô dường như chắc chắn sẽ có một tương lai văn học rất xán lạn đang chờ phía trước."

## Cuộc sống cá nhân
Cô hiện đang sống ở Minnesota, Hoa Kỳ.

## Tác phẩm
- What it means when a man falls from the sky, New York: Riverhead, 2017. ISBN 9780735211025, OCLC 998228832